# Nils Thedin
Nils Emil Thedin, född den 10 mars 1911 i Stockholm, död den 1 februari 1989 i Djursholm, var en svensk näringslivsman. 
Thedin blev filosofie kandidat 1934, var lärare vid Vår gård 1935-1937, anställd vid Internationella arbetsbyrån i Genève 1937-1939, vid Kooperativa Förbundets (KF) sekretariat 1940-1944, chefredaktör för Vi 1945-1959, souschef för KF:s organisationsavdelning 1958–1969 och chef för KF:s publicitetsavdelning 1963–1969. Han var styrelseledamot av Internationella kooperativa alliansen 1947–1981, vice ordförande för Unicef 1965–1970, ordförande 1970–1972, ordförande av Svenska Unicefkommittén från 1954, styrelseledamot i Rädda barnen från 1940, 1:e vice ordförande från 1951, ledamot av Beredskapsnämnden för psykologiskt försvar, styrelseledamot i Sida 1963–1968, styrelsedamot av Statens institut för konsumentfrågor till 1968, ledamot av Konsumentrådet 1963-1968, ordförande för bokförlaget Liber från 1964, vice ordförande för Litteraturfrämjandet från 1965,styrelseledamot i Sveriges radio 1967–1975, ordförande för Brevskolan 1969–1976, för Östasiatiska museets nämnd 1970–1977, för Svenska slöjdföreningen 1968–1970, för Swedish Coop Centre 1976–1978, vice ordförande Statens konstmuseer 1977–1979, International Union for Child Welfare 1977–1978, ordförande för arbetsutskottet för Internationella barnåret 1978–1979, för En bok för alla 1978–1981 och projektchef för Internationella arbetsbyrån i Bangkok 1979–1984. Thedin publicerade Råvaruproblemet och freden (1944) och Inlägg (1961). Han tilldelades Illis Quorum i tolfte storleken 1986. Nils Thedin gifte sig 1942 med Carin Eberstein, dotter till Gösta Eberstein.